# Peter Shilton
Peter Leslie Shilton OBE (født 18. september 1949 i Leicester, England) er en tidligere engelsk fodboldspiller, der med 125 kampe besidder landskampsrekorden for England. Shilton var målmand og hans karriere på topniveau strakte sig over mere end 30 år. Af hans klubber kan blandt andet nævnes Leicester City, Nottingham Forest, Southampton og Derby County.

## Landshold
Shilton spillede i årene mellem 1970 og 1990 intet mindre end 125 kampe for Englands landshold, hvilket er rekord. Han repræsenterede sit land ved EM i 1980, VM i 1982, VM i 1986, EM i 1988 samt VM i 1990. Han er blandt andet husket for VM i 1986, hvor argentineren Diego Maradona scorede sit legendariske mål med hånden mod ham i de to landes kvartfinale.